# 明武宗南巡之爭
明武宗南巡之爭，又稱正德南巡之爭，為明朝正德十四年（1519年）農曆三月的一起政治事件。明武宗在江彬的唆使之下下詔南巡，遭到明朝百官的集體反對，最終以一百余位官員受刑或貶遷，明武宗收回成命而告終。
同年六月，寧王朱宸濠叛亂，史稱“寧王之亂”。雖然佥都御史王守仁在七月底即平定叛亂，武宗仍然隱瞞戰功，而自封“镇国公”以平亂為由，于同年八月開始南巡。

## 背景
明武宗即位后，喜愛遊玩，寵信宦官奸臣，以劉瑾為首的“八虎”擾亂朝政。正德十年后，武宗又寵信江彬等人，朝廷大權旁落，外有蒙古达延汗侵邊，內有寧王朱宸濠意圖謀反。而武宗仍然在宣府建立行宮，并巡遊太原、榆林等地，耗費大量物資。正德十四年（1519年）正月，武宗返回順天府。同年三月，即下詔準備南巡。詔書頒佈之時，朝廷內外一時譁然。

## 進諫

### 舒芬率眾翰林進諫
狀元及第、時任翰林院修撰的舒芬率先率領翰林院編修崔桐，庶吉士江暉、王廷陳、馬汝驥、曹嘉及汪應軫聯名上疏反對：
|  | 古代帝王之所以要巡幸狩獵，是為了協調聲律度數，統一度量、訪求遺老，詢問民生疾苦，罷黜庸吏、提拔賢才，考察各級官員業績，給予升降，使得他們位居合適職位，因此諸侯則有所畏懼，百姓卻生活安康。像陛下那樣的出巡，不過是和秦始皇、漢武帝相似，放縱私心尋歡作樂而已，是不能實現巡幸狩獵之禮。秦始皇在博浪沙遭人操鐵錐襲擊，漢武帝微服私訪到柏谷不被亭長接納，那樣的禍患已可引以為鑒了。近來對西北的兩次巡幸，六師無人統禦，各地百姓受困，其悲哀呼喊，上抵蒼天，播撒四方，人心為之而震。所以百姓當聽聞南巡詔書，均像鳥兒受百獸驚嚇聞風逃散一般。而各地官吏又可借迎奉聖駕之名，徵用遣發命令苛刻，江淮等地即造成一派騷亂，而各地又牽扯其中，耗資甚多。萬一有凶頑不法之徒，趁機作亂，其災禍就不小了。此外，陛下將鎮國公爵位自封，如果到親王封境，有人依照大臣禮儀對待陛下，陛下是向北朝見還是向南？假如要依循名稱，深究親王大臣矛盾錯誤之處，那陛下左右寵信之人恐陷入死無葬身之地了。此外，尚有一事使人痛哭卻不忍說出：宗室藩國中有暗藏西漢宗室中挑起七國之亂的劉濞同樣的禍心，大臣又私懷與五代時不以事貳君為恥的馮道類似的用意，把官俸官位當做家中舊物，把朝廷官署當做集市，將陛下當做可走的棋子，而把成祖奪建文帝位后，除去建文年號，仍稱洪武那段時間的所作所為之事當作常規。只因陛下左右寵信親近的那些人心智短淺，不能把這些話告訴陛下罷了。假使陛下能夠聽到此言，即使就到紫禁城門之外，也將警衛保護做到，怎還敢輕騎巡遊呢？ |

### 黃鞏、陸震之兵部進諫
不久，兵部職方司武選郎中黃鞏、員外郎陸震隨後即聯名上疏勸阻：
|  | 陛下臨政多年來，祖先的綱紀法度先坏于逆賊劉瑾，其次壞于佞倖之輩，再次壞與邊疆將帥戰事不利，大概蕩然無餘了。天下只知有權臣，却不知道有天子，動亂的根本已經形成，禍變將要发生。所以臣試舉當今最急的事加以陳說。 第一，尊崇正學。臣聽說聖人主張守靜，君子謹慎於出動。陛下遊玩無度，流連忘返，出動地也太過分了。臣誠願陛下高高居住在宮中，凝聚精神鎮定思慮，排除外界的紛亂干擾，排斥異端邪說，疏遠奸佞小人，延故老，諮詢忠誠良臣，這樣可以蘊含保養氣質，熏陶道德品行。而聖學維新，聖政自然振興。 第二，疏通進言渠道。進言渠道，是國家命脈。古代，聖明帝王以進言來引導眾人，採納他們的建議而使他們顯揚。現在卻不同。大臣談及時政，左右近臣都隱瞞上報。有的涉及弄權奸臣，就扣留宮中不發，而用其他事情加以中傷。使他們雖然不因進言卻因他事獲罪。因此，雖然有安定百姓的長久之計，謀劃國家的最好策略，但卻無法傳達給聖上。即使有引起國家必亂的大事，有圖謀不軌的奸臣，陛下又從何處得知？臣誠望陛下能夠廣開言路，不要怪罪他們越職言事、不要責怪他們沽名釣譽，如此，忠言將會日漸進呈，只會將會逐漸增廣，亂臣賊子也會有所畏懼，不敢放肆。 第三，端正名號。陛下無故自降身分為「大將軍、太師、鎮國公」，遠近人士聽聞，無不驚駭歎息。如果是這樣的話，那麼誰是天子？天子不以「天子」身分為君，卻以「將軍」身分為君，那麼天下都成為「將軍」的臣民了。現在不取消這樣名號，昭顯天下名分，那麼體統就不正，朝廷就不尊嚴。古代天子也有自稱獨裁者，最後求作一個平頭百姓卻不行的。臣私下為陛下此舉感到畏懼啊。 第四，戒除出遊。陛下開始時遊玩嬉戲，不出大廳，在南內馳馬追逐，進言的人尚以為不可。隨後您臨幸宣府，又臨幸大同，后又臨幸太原、榆林，所到之處耗費資財，驚動眾人，郡縣不得安寧，致使民間夫婦不能相保。陛下作為百姓父母，爲什麽竟忍心使百姓至於此種地步呢？最近又有南巡詔令。南方的百姓聽聞后爭着攜帶妻子兒女逃難，流離顛沛，怨恨之聲紛起。如今，江淮等地又發生大饑荒，父子兄弟相食。天時人事到這樣地步，陛下又進一步逼迫，怎麼能不流落成為盜賊呢？奸雄窺視，等待時機而起事。變亂從內部發生，屆時想回京則無路；變亂發生在外，則望救而來不及。陛下到那時，悔恨已經來不及了。那些位居高位的大臣、專權的宦官、親近的群小人，他們哪裡有絲毫憐愛陛下的善心呢？都希望陛下遠行，然後得以擅權放縱，趁機營利。或者，他們也會袖手旁觀，如同秦、越之人一樣互不相干。陛下應該幡然悔悟，頒佈哀痛罪責自己的詔書。取消南巡，撤離宣府行宮，表示不再出行。打開國庫，賑濟江淮百姓，遣散邊防軍隊，使他們回歸編制。清洗先前的錯誤行為，收聚已經失散的人心，如果這樣，那麼還能有所作為。 第五，清除小人。自古以來沒有小人執政而不亡國喪身的。當今玩弄權術、貪戀富貴的小人，確實大有人在。至於最先開啟邊事，拿戰爭當兒戲，使陛下耗費天下之力，竭盡四海資財，傷害百姓之心，都是江彬所為。江彬，只是軍隊中的平庸之輩，兇殘狠毒傲慢怪誕，沒有人臣的禮節。臣只看到他有可殺的罪過，卻沒有聽說他有可賞的功勞。現在卻賜以國君之姓，封伯爵，以心腹相托，并將京營的重任相托，使得他在外把持兵權，在內蓄謀叛變，形成騎虎難下形勢，這必然是產生叛亂的原因啊。天下人切齒怒駡，都恨不得吃了江彬的肉。陛下又為何竟憐憫一個江彬，而不用來向天下謝罪呢？ 第五，設立太子。陛下年歲漸高，太子沒有出生，祖宗社稷基業搖搖欲墜，無所寄託。正要外出遠行觀賞遊玩，多次遭遇不測，收養的義子布滿左右，卻唯獨不能預先立親族中的賢人以繼承大業，臣認為陛下大概本末倒置了。誠望祭告宗廟，請命于太后，旁從詢問大臣，選擇皇親中賢良者一人作為養子，以寄託國人期望，以後誕生皇子，仍讓養子出鎮藩國，這實在是宗廟國家無窮的福分啊。 |

員外郎陸震草擬奏疏將要勸諫，看到黃鞏的奏疏后讚歎不已，於是毀掉自己草稿，改為與黃鞏聯名疏奏。明武宗看後非常憤怒，將兩人關於詔獄，又在午門罰跪。眾人議論天子將要出行，黃鞏說：“如果天子真要出行，我必然牽著他的衣服以死相諫。”他連跪五天期滿后，仍然被關在獄中。過後二十多天，他受廷杖五十下，被貶為平民。江彬派人沿途刺殺黃鞏，因有治洪主事得知而事先將黃鞏藏起，從小道得以逃脫。

### 吏部、禮部官員進諫
隨後，吏部考功司員外郎夏良勝，與禮部主事萬潮、太常寺博士陳九川聯名上疏：
|  | 現在東南的禍患，不僅是江淮等地；西北的憂愁，就近在京師。宗廟祭祀的牌位不能長期虛空；對皇后的孝敬贍養不能長期荒廢；後宮後妃的懷孕徵祥，仍可早日達成；繁重的國家政務，不能全盤推諉。鎮國稱號，傳聞于天下，恐怕會是產生禍亂的根源；邊境將士歸屬，是在宮禁附近，陛下忘了身邊的禍患了么？若繼續巡行遊樂，臣等將不知死於何處了。 |

### 大量文臣進諫
此時，群臣的大量進諫開始，吏部郎中張衍瑞等十四人、刑部郎中陸俸等五十三人的奏疏隨後呈上。之後禮部郎中姜龍等十六人、兵部郎中孫鳳等十六人等兩批奏疏又相繼呈上。
太醫院醫士徐鏊亦以藝術進諫：
|  | 養生之道，好如燃燒的蠟燭，房屋遮蔽則燃燒堅固，大風吹過則流淚。陛下輕視您的萬乘之軀，卻放縱于嬉戲遊樂、騎馬射箭、捉魚獵獸。近來又不畏懼遠遊，冒著寒暑涉水，飲食又不調和，菜肴無選擇，實在不是養生之道啊。何況南方潮濕，容易生病。請求您以國家社稷為重，不要從事鞍馬、醉酒之事，喜不要傷心，怒不要傷肝，欲不要傷腎，勞不要傷脾，請享受密室安逸，而躲避暴風禍患。這是臣最大的心願。 |

各奏疏紛紛入宮，武宗與眾寵臣讀後紛紛大怒，遂命逮捕夏良勝、萬潮、陳九川、黃鞏、陸震、徐鏊入詔獄，而舒芬、張衍瑞等一百零七名大臣則在午門外罰跪，長達五日。而此時，大理寺正周敘等十人，行人司副余廷瓚等二十人，工部主事林大輅、何遵、蔣山卿連名上疏紛紛呈上。
武宗大怒，命周敘、余廷瓚、林大輅等人，與夏良勝等六人一同在闕下罰跪五日，并施加刑具。到晚上，仍然押回囚禁于獄中。諸位百官早晨罰跪，日暮收監，連貫成串如同重犯，在路途看到的人無不落淚。而朝中除了大學士楊廷和、戶部尚書石玠上疏論救外，沒有敢替他們說話的官員。士民感到氣憤，紛紛投石侮辱其他大臣。各大臣感到恐懼，入朝不等察看武宗臉色，就請下詔禁止言事的人，通政司於便拒絕不再接受奏疏。

### 金吾衛僉事張英血諫
當時，天空接連白天昏暗，禁菀南海子中水湧出四尺有餘，橋下七根鐵柱像斬斷一樣。金吾衛都指揮僉事張英稱：“這是變亂的徵兆，皇帝外出一定不吉利。”於是裸露上身，將刀子放於胸前，包裹數升土，手持進諫奏疏擋住皇帝車駕跪下大哭，隨即自己刺破胸膛，血流滿地。衛士奪過其刀，將他捆綁送入詔獄。問他裹土原因。他稱：“恐怕玷污了朝廷，灑土掩血罷了。”被下杖刑八十下，隨即身亡。

## 罪罰與結果
舒芬等一百零七人，在罰跪結束后，各施杖刑三十。因舒芬、張衍瑞、陸俸、姜龍、孫鳳為首倡的官員，被降職外調，其餘官員奪半年官俸。夏良勝、萬潮、陳九川、黃鞏、陸震、徐鏊、周敘、余廷瓚、林大輅各施杖刑五十，其餘三十人施杖刑四十。黃鞏、陸震、夏良勝、萬潮、陳九川被除名，其餘官員貶黜有差別。徐鏊被罰戍邊。雖然眾人受處罰，武宗此時卻不得不收回成命，不再出遊。
這次事件中，被施杖刑而身亡的官員有：刑部主事劉校、照磨劉珏、工部主事何遵、兵部員外郎陸震、大理寺評事林公黼、行人司司副余廷瓚、行人李紹賢、孟陽、詹軾、劉概、李惠。因杖刑后創傷而去世的官員有：禮部員外郎馮涇，驗封郎中王鑾，行人王瀚。

## 後續
雖然此時平息，武宗仍欲南巡。同年六月，寧王朱宸濠叛亂，史稱“寧王之亂”。雖然佥都御史王守仁在七月底即平定叛亂，武宗仍然隱瞞戰功，而自封“镇国公”身份以平亂之由，于同年八月開始南巡。武宗在返京途中，在淮安清江浦上学渔夫撒网落水患病，于正德十六年（1521年）去世。
明世宗繼位后，廢除大量武宗時期的政事弊病，此次南巡之爭的百官均恢復官職或得到升遷。